# Дарем (Мен)
Дарем (англ. Durham) — місто (англ. town) в США, в окрузі Андроскоґґін штату Мен. Населення — 4173 особи (2020).

## Демографія
Згідно з переписом 2010 року, у місті мешкало 3848 осіб у 1496 домогосподарствах у складі 1143 родин. Було 1548 помешкань
Расовий склад населення:
| - 97,8 % — білих - 0,5 % — азіатів - 0,3 % — чорних або афроамериканців - 0,1 % — корінних американців |

До двох чи більше рас належало 1,0 %. Частка іспаномовних становила 0,8 % від усіх жителів.
За віковим діапазоном населення розподілялося таким чином: 22,3 % — особи молодші 18 років, 68,4 % — особи у віці 18—64 років, 9,3 % — особи у віці 65 років та старші. Медіана віку мешканця становила 41,2 року. На 100 осіб жіночої статі у місті припадало 102,5 чоловіків;  на 100 жінок у віці від 18 років та старших — 99,9 чоловіків також старших 18 років.
Середній дохід на одне домашнє господарство  становив 84 955 доларів США (медіана — 73 750), а середній дохід на одну сім'ю — 99 364 долари (медіана — 88 911). Медіана доходів становила 51 614 долари для чоловіків та 40 662 долари для жінок. За межею бідності перебувало 3,9 % осіб, у тому числі 5,6 % дітей у віці до 18 років та 3,3 % осіб у віці 65 років та старших.
Цивільне працевлаштоване населення становило 2379 осіб. Основні галузі зайнятості: освіта, охорона здоров'я та соціальна допомога — 23,8 %, виробництво — 14,9 %, роздрібна торгівля — 13,9 %.